# 藤沢悪魔払いバラバラ殺人事件
藤沢悪魔払いバラバラ殺人事件（ふじさわあくまばらいバラバラさつじんじけん）とは、1987年（昭和62年）に起こった猟奇殺人事件。

## 詳細

### 事件発生
1987年2月25日の夜、通報を受けた藤沢北警察署の警察官らが神奈川県藤沢市亀井野のアパートの一室に踏み込むと、室内ではカセットテープレコーダーから流れる音楽を聴きながら、2人の男女が男性の遺体を一心不乱に解体していた。署員らが声をかけても、遺体の解体作業を止めようとせず、「遊んでる」とうわごとのように繰り返すだけであった。
遺体は頭、胴体、足が切断され、骨から肉を刃物で削ぎ落とされ、細かな肉片が台所の水場から流されていた。大部分の肉が削ぎ落とされた遺体は、女（当時27歳）の夫であり、男（当時39歳）の従弟であるZ（当時32歳）だった。妻と従兄はその場で死体損壊容疑で逮捕。
音楽はメジャーデビューを果たしたバンドSのリーダーであるZが作ったもので、通報したのはZと連絡が取れなくなったバンド仲間およびZの家族であった。

### 事件まで
真面目なZは不良の従兄とは幼い頃から仲良しで、Zの従兄に対する信頼はあった。従兄が大山祇命神示教会に入信した際も、「兄貴が入信するなら」と即座にZも入信するほどだった。その後Zの弟が交通事故で入院、その入院先でZは当時、准看護婦として働いていた女と知り合って結婚。従兄は埼玉県に転居し、Z夫婦はZの実家で仲睦まじく暮らしていた。既にこの頃には3人とも神示教会から脱会していた。
やがて藤沢市の事件現場となるアパートに部屋を借りた従兄が、Z夫婦のところに現れる。「自分に神が降りた。この世は悪魔だらけ。悪魔を追い払う救世の曲を作れるのはおまえしかいない」と従兄にこう言われたZは本気で「救世の曲」の作曲に取り掛かる（3人がかつて入信した新宗教にはこうした教義は一切ない）。Zのバンド仲間は、従兄が良からぬ人物であるとすぐに察知して、何とかZ夫婦を従兄から引き離そうと努力するが、2人はまったく聞き入れなかった。Z夫婦と従兄は、藤沢のアパートに泊まり込んで、「救世の曲」の製作に熱中する。
藤沢のアパートで「救世の曲」の製作が開始されて1週間ほど経過して、Zが「魔に憑かれてしまった」と言い出した。
従兄はZとにらめっこのようなことをして自己流の悪魔払いを行うが、効果が得られず、とうとうZを絞殺。その後、Zの妻と二人で「救世の曲」を聴きながら、Zの遺体を解体していく。

### 裁判
判決までに、従兄につき合計3つ（甲乙丙。それぞれ鑑定人を表す）、妻につき合計2つ（乙丙）という鑑定結果がそれぞれ異なり、鼎立・対立する各鑑定書が提出されていた。
- 妻につき，乙鑑定は「三人精神病」で責任無能力，丙鑑定は宗教的支配観念にとらわれ，責任能力は多少の（著しくない）低下（責任能力あり）であった。
- 従兄につき，甲鑑定は，精神分裂病で，「犯行時，理非善悪を弁別し，自らの行為を人倫に照らして冷静に判断できる自我の能力が障害されていた」（責任無能力）としながら，感応精神病（乙鑑定）に近いが厳密には異なる，側頭葉てんかん（丙鑑定）の点は，脳波及びけいれん誘導薬であるメジマイド賦活の結果からは否定できるとした。
- 乙鑑定は，「三人（感応）精神病の心因反応状態にあり，責任能力に著しい障害がある」（心神耗弱）としながら，精神分裂病の点は，精神分裂病らしさ（プレコックス感）がないこと，症状は心因反応，詐病で理解可能であるとして否定し，側頭葉てんかんの点は，甲鑑定と同様の理由で否定した。
- 丙鑑定は，側頭葉てんかん患者で宗教的な支配感にとらわれていた，責任能力は存在していたが，その程度は多少の（著しくない）低下であった（責任能力あり）としながら，被害者を含めた3人が共有した「神の曲」を書くという観念は，感応精神病の定義として要請される「妄想」というよりは宗教的な「支配観念」であったとして感応精神病を否定し，精神分裂病の点は，「連想弛緩」もないとして否定した。

1992年5月13日、横浜地裁は，事実関係を詳細に認定するとともに，合計5つの精神鑑定及び各鑑定人証人尋問の結果も踏まえるなどした結果，いずれの鑑定結果も採用できないとした上で2人とも責任能力ありと判断したことから、従兄に懲役14年、妻に懲役13年を言い渡す。妻は控訴せず確定。従兄は控訴するが、東京高裁で控訴棄却となり確定。

## 関連書籍
- 山崎哲『マーちゃんの神曲』（事件を元に作られた戯曲）
- 判例タイムズ819号203頁以下（1審の判決文が掲載されている。ただし，多数の関係者を仮名表示したためか，誤記がかなり頻発している。また，冒頭の解説で鑑定人表示を甲乙丙としながら，本文中で従兄を甲，妻を乙と表示しており，時間の制約とはいえ，かなりわかりにくくなっている。）